# Антон Кафарена
Антон Кафарена (іноді Квафарена; алб. Anton Qafarena; нар. 11 червня 1997, Шкодер) — албанський волейболіст, діагональний нападник, гравець збірної Албанії та італійського ВК «Верона Воллей».

## Життєпис
Народжений 11 червня 1997 року в м. Шкодер. Має старшого брата Ніколіна, який також є волейболістом.
Грає на позиції діагонального, зокрема у складі збірної Албанії.
Виступав за албанський клуб «Влазнія». Після цього три сезони був гравцем клубу першої Бундесліги Німеччини «Волейболл Бізонс» (Volleyball Bisons Bühl, Бюль).
У вересні 2020 року уклав угоду з львівським ВК «Барком-Кажани». У складі цієї команди грав під № 14. Улітку 2021 року поповнив лави італійського клубу «Верона Воллей».

### Досягнення
Клубні
- чемпіон України: 2021,
- володар Кубка України: 2021,
- володар Суперкубка України: 2020,
- фіналіст Кубка Німеччини: 2018[8].

Особисті
- MVP поєдинку за Суперкубок України 2020[9].